# دنيس جونسون
دنيس جونسون (بالإنجليزية: Dennis Johnson)‏ هو رياضياتي وملحن أمريكي، ولد في 19 نوفمبر 1938 في لوس أنجلوس في الولايات المتحدة، وتوفي في 20 ديسمبر 2018 في مورغان هيل في الولايات المتحدة.

## وصلات خارجية
- دنيس جونسون على موقع ميوزك برينز (الإنجليزية)
- دنيس جونسون على موقع ديسكوغز (الإنجليزية)